# 李瑞英
李瑞英（1961年7月16日—），女，祖籍河南南乐，生于北京，中国新闻播音员、主持人，中国中央电视台新闻中心播音部副主任。

## 生平
1983年毕业于北京广播学院（现中国传媒大学）。后在江苏电视台主持新闻节目。1986年调入中国中央电视台主持《新闻联播》至今。历任播音指导、国家广播电影电视总局高级职称评委会委员、中国广播电视播音学会副会长、主持人协会副会长、全国政协委员、全国青联常委。
2014年5月28日，有媒体报道李瑞英与张宏民退出《新闻联播》，后得到其本人证实。退休后，她负责了《新华字典》、《现代汉语词典》官方手机应用版的单字播读工作。

## 家庭
丈夫张宇燕为中国经济学家，中国社会科学院世界经济与政治研究所研究员、中国社会科学院学部委员。